# تاکاماسا آبیکو
تاکاماسا آبیکو (ژاپنی: 安彦 考真؛ زادهٔ ۱ فوریهٔ ۱۹۷۸) یک بازیکن فوتبال اهل ژاپن است.
از باشگاه‌هایی که در آن بازی کرده‌است می‌توان به باشگاه فوتبال میتو هولیهوک و باشگاه ورزشی یوکوهاما اشاره کرد.

## آمار باشگاه
| باشگاه             | فصل   | لیگ    | لیگ            | لیگ            | جام            | جام | در کل | در کل |
| باشگاه             | فصل   | بخش    | برنامه‌ها اهداف | برنامه‌ها اهداف | برنامه‌ها اهداف |     |       |       |
| ------------------ | ----- | ------ | -------------- | -------------- | -------------- | --- | ----- | ----- |
| میتو هالی هاک      | ۲۰۱۸  | لیگ J2 | ۰              | ۰              | ۰              | ۰   | ۰     | ۰     |
| یاسی کوکو یوکوهاما | ۲۰۱۹  | لیگ J3 | ۸              | ۰              | ۰              | ۰   | ۸     | ۰     |
| یاسی کوکو یوکوهاما | ۲۰۲۰  | لیگ J3 | ۵              | ۰              | ۰              | ۰   | ۵     | ۰     |
| یاسی کوکو یوکوهاما | جمع   | جمع    | ۱۳             | ۰              | ۰              | ۰   | ۱۳    | ۰     |
| مجموع              | مجموع | مجموع  | ۱۳             | ۰              | ۰              | ۰   | ۱۳    | ۰     |

؛ یادداشت